# Austin Bernard Vaughan
Austin Bernard Vaughan (27. září 1927 Greenwich Village, New York - 25. června 2000 Yonkers) byl římskokatolický duchovní a teolog, rektor semináře sv. Josefa v Yonkers (1973–1979) a od roku 1977 až do své smrti pomocný biskup arcidiecéze New York. Byl jedním z vůdců amerického hnutí pro-life.

## Život
Studoval v semináři sv. Josefa a později na North American College v Římě. Na kněze byl vysvěcen 8. prosince 1951 a po krátkém působení ve farnosti Božího Těla na Manhattanu vystudoval posvátnou teologii na Gregoriánské univerzitě. V letech 1956–1973 přednášel teologii v semináři sv. Josefa a v letech 1973–1979 byl rektorem semináře.
24. května 1977 byl jmenován titulárním biskupem z Cluain Iraird a pomocným biskupem arcidiecéze New York. Vysvěcen byl 9. června téhož roku, světitelem byl kardinál Cook a spolusvětiteli arcibiskup Maguire a biskup Ahern. Od roku 1979 působil jako vikář pro Orange County.
Biskup Vaugan patřil k předním osobnostem boje proti potratům v USA. Účastnil se akcí Operation Rescue a v roce 1988 se stal prvním americkým biskupem uvězněným za blokování interrupčních klinik. Celkem byl za toto konání odsouzen k několikadennímu vězení nejméně devětkrát. V lednu 1990 ostře zkritizoval propotratové postoje guvernéra Cuoma a označil je za neslučitelné s katolickou vírou.
Od roku 1993 se jeho zdraví začalo prudce zhoršovat - série infarktů velmi oslabila jeho srdce a značně omezila jeho působení. 25. června 2000 zemřel v nemocnici sv. Josefa v Yonkers na srdeční selhání.

## Ocenění
Kardinál Burke jej v roce 2015 jmenoval jako jeden z největších vzorů pro hnutí pro-life.